# Acanthodillo minutus
Acanthodillo minutus är en kräftdjursart som först beskrevs av Baker 1913.  Acanthodillo minutus ingår i släktet Acanthodillo och familjen Armadillidae. Inga underarter finns listade i Catalogue of Life.